# العلقمية
العلقمية، قرية من قرى ينبع النخل في محافظة ينبع والتابعة لمنطقة المدينة المنورة في السعودية، تبعد عن المدينة المنورة () كم، وعن ينبع النخل () كم. يسكنها الأشراف من ذوي قتادة وذوي هزاع وآل عساف.

## نهر العلقمية
قديما، كانت تسمى نهر العلقمية وهي عين ماء جارية، وقديما كان يطلق تسمية نهر على عين الماء الجارية، وحجج الاستحكام القديمة كانت تسمي العيون أنهر، وهي جمع نهر.

## التاريخ
نزل به أعقاب أحمد المِسْوَر مع ممن نزل من أولاد الحسن بن الحسن.، وارتبطت العلقمية بأنها كانت موطن قتادة بن إدريس أمير مكة ومؤسس الطبقة الرابعة من الأشراف أمراء مكة من القرن السادس إلى الرابع عشر الهجري.

## قرى العلقمية
وفيها:
- عين النوى
- عين عجلان
- العبائش
- عين سلمان
- الأشراف (ينبع النخل) القرية (تصغير قرية وتعرف الآن قرية الاشراف)
- المزرعة (ينبع النخل)
- السكوبية
- الجابرية
- المبارك
- البركة (ينبع النخل)
- مدسوس
- البقاع
- عين علي
- شعتا
- الخربة
- خيف حازم
- خيف مزنه.